# Cycas dolichophylla
Cycas dolichophylla é uma espécie de cicadófita do género Cycas da família Cycadaceae, nativa do sul de Yunnan, na China, e do Vietname. Segundo dados de 2010, a população tende a descrescer.